# Witte rapunzel
De witte rapunzel (Phyteuma spicatum subsp. spicatum) is een overblijvend kruid, dat behoort tot de klokjesfamilie (Campanulaceae). Het is een plant van vrij vochtige, voedselrijke grond in loofbossen en langs beekjes. De plant komt van nature voor in Midden-Europa. Ze staat op de Nederlandse Rode lijst van planten als zeer zeldzaam en matig afgenomen.
De plant wordt 20-80 cm hoog en bloeit van eind mei tot half juni met geelwitte, 1 cm lange bloemen, die aan de top vaak groenachtig of iets blauwachtig zijn. De bloemen zitten in een 4-10 cm lange aar, die in het jonge stadium eivormig is, maar later cilindervormig uitgroeit. De breed eironde tot eirond-lancetvormige wortelbladeren zijn in tegenstelling tot bij de zwartblauwe rapunzel dubbel gezaagd of dubbel gekarteld, maar soms zijn ze ook ongelijk gezaagd of gekarteld. Midden op het blad zitten soms zwarte vlekken.
Een andere ondersoort is de zwartblauwe rapunzel (Phyteuma spicatum subsp. nigrum), die paarsblauwe bloemen heeft.

## Namen in andere talen
De namen in andere talen kunnen vaak eenvoudig worden opgezocht met de interwiki-links.
- Duits: Ährige Teufelskralle
- Engels: Spiked Rampion
- Frans: Raiponce en épi